# Liste der Biografien/Erd
Liste der Biografien |
Portal Biografien |
Personensuche
# |
A |
B |
C |
D |
E |
F |
G |
H |
I |
J |
K |
L |
M |
N |
O |
P |
Q |
R |
S |
T |
U |
V |
W |
X |
Y |
Z |
?
 
Ea |
Eb |
Ec |
Ed |
Ee |
Ef |
Eg |
Eh |
Ei |
Ej |
Ek |
El |
Em |
En |
Eo |
Ep |
Eq |
Er |
Es |
Et |
Eu |
Ev |
Ew |
Ex |
Ey |
Ez
 
Era |
Erb |
Erc |
Erd |
Ere |
Erf |
Erg |
Erh |
Eri |
Erj |
Erk |
Erl |
Erm |
Ern |
Ero |
Erp |
Err |
Ers |
Ert |
Eru |
Erv |
Erw |
Erx |
Ery |
Erz
Die Liste der Biografien führt alle Personen auf, die in der deutschsprachigen Wikipedia einen Artikel haben. Dieses ist eine Teilliste mit 311 Einträgen von Personen, deren Namen mit den Buchstaben „Erd“ beginnt.

## Erd
- Erd, German (* 1948), österreichischer Zisterzienser und Schulleiter, Altabt von Stams
- Erd, Rainer (* 1944), deutscher Jurist und Hochschullehrer

### Erda
- Erdahl, Arlen (1931–2023), US-amerikanischer Politiker
- Erdal, Karoline (* 1997), norwegische Biathletin
- Erdal, Ziya (* 1988), türkischer Fußballspieler
- Erdal-Aase, Gunnar (1918–1986), norwegischer Zehnkämpfer
- Erdan, Gilad (* 1970), israelischer Politiker

### Erdb
- Erdberg, Eleanor von (1907–2002), deutsche Kunsthistorikerin und Spezialistin für ostasiatische Kunst
- Erdberg, Robert von (1866–1929), deutscher Volkspädagoge

### Erde
- Erde, Eberhard von der (* 1945), deutscher Maler und Grafiker
- Erdei, Barbara (* 1979), ungarische Fußballspielerin
- Erdei, Iosif (1974–2014), rumänischer Fußballspieler
- Erdei, János (1919–1997), ungarischer Boxer
- Erdei, Zsolt (* 1974), ungarischer Boxer
- Erdel, Anton (1875–1928), deutscher Rechtswissenschaftler
- Erdel, Rainer (* 1955), deutscher Politiker (FDP), MdB
- Erdelhun, Rüştü (1894–1983), türkischer Generalstabschef
- Erdeli, Xenija Alexandrowna (1878–1971), russische bzw. sowjetische Harfenistin und Hochschullehrerin
- Erdelji, Silvija (* 1979), jugoslawische und serbische Tischtennisspielerin
- Erdelt, Ariane (* 1963), deutsche Schauspielerin und Kabarettistin
- Erdely, Andrei (* 1955), rumänischer Eisschnellläufer
- Erdély, Csanád (* 1996), ungarischer Eishockeyspieler
- Erdély, Mátyás (* 1976), ungarischer Kameramann
- Erdély, Miklós (1928–1986), ungarischer Architekt und Künstler
- Erdély, Sándor (1839–1922), ungarischer Politiker, Jurist und Justizminister
- Erdely, Vasile (1794–1862), ungarischer Geistlicher
- Erdély, Zoltán E. (1918–2007), deutscher Psychoanalytiker, radikaler Selbstpsychologe
- Erdélyi, Arthur (1908–1977), ungarisch-britischer Mathematiker
- Erdélyi, Balázs (* 1990), ungarischer Wasserballspieler
- Erdélyi, Ildikó (* 1955), ungarische Weitspringerin
- Erdélyi, István (1931–2020), ungarischer Archäologe und Historiker
- Erdelyi, Jonathan (* 1981), US-amerikanischer Radrennfahrer
- Erdelyi, Michael von (1782–1837), österreichischer Tierarzt und Hochschullehrer
- Erdélyi, Tamás (* 1961), ungarischer Mathematiker
- Erdem Dündar, Eda (* 1987), türkische Volleyballspielerin
- Erdem, Alparslan (* 1988), deutsch-türkischer Fußballspieler
- Erdem, Arif (* 1972), türkischer FußballnationalspielerArif Erdem (* 1972)

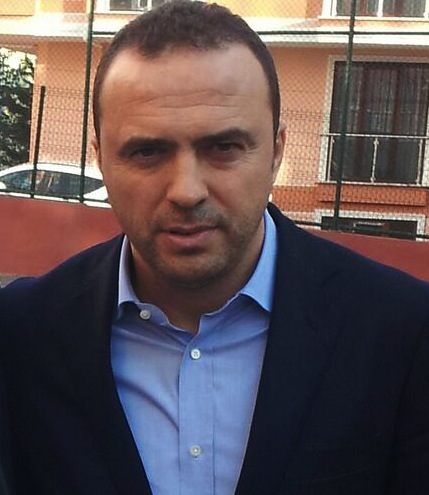
Arif Erdem (* 1972)

- Erdem, Barbaros (* 1966), türkischer Fußballspieler
- Erdem, Can (* 1987), türkischer Fußballspieler
- Erdem, Gülgün (* 1946), türkische Schauspielerin
- Erdem, Hakan (* 1995), deutscher Futsal- und Fußballspieler
- Erdem, Hüseyin (* 1949), kurdischer Schriftsteller und Drehbuchautor
- Erdem, İpek (* 1984), türkische Schauspielerin
- Erdem, İsmet Kaya (* 1928), türkischer Politiker
- Erdem, Julian (* 1984), deutscher Jazzmusiker (Schlagzeug, Komposition)
- Erdem, Kâmil (* 1959), türkischer Jazz- und Weltmusiker (Bass, Gitarre, Komposition)
- Erdem, Mahmut (* 1963), türkisch-deutscher Politiker (GAL), MdHB
- Erdem, Mehmet (* 1978), türkischer Popmusiker
- Erdem, Mülayim (* 1987), türkischer Fußballspieler
- Erdem, Naci (1931–2022), türkischer Fußballspieler und -trainer
- Erdem, Özgen (* 1995), türkischer Fußballspieler
- Erdem, Sunay (* 1971), türkischer Landschaftsarchitekt und Architekt
- Erdem, Tayfun, türkisch-deutscher Pianist, Komponist und Sänger
- Erdemir, Orhan (* 1963), türkischer Fußballschiedsrichter und -funktionär
- Erdemir, Tuğrulhan (* 1999), türkischer Boxer
- Erden, Christa (* 1947), deutsche Kommunalpolitikerin (CDU) und Verwaltungsmitarbeiterin
- Erden, İsmail (* 1979), türkischer Fußballspieler
- Erden, Nezaket (* 1990), türkische Schauspielerin
- Erden, Rojbin (* 1996), türkische Schauspielerin
- Erden, Semih (* 1986), türkischer Basketballspieler
- Erdenay, Harun (* 1968), türkischer Basketballspieler und -funktionär
- Erdenberger, Manfred (* 1941), deutscher Journalist
- Erdenberger, Ralph (* 1970), deutscher Journalist, Moderator, Autor und Hörspiel-Produzent
- Erdene, Sengiin (1929–2000), mongolischer Schriftsteller
- Erdene-Otschir, Öldsiisaichany (1936–2017), mongolischer Ringer
- Erdenebaatar, Shuteen (* 1998), mongolische Jazzmusikerin (Piano, Komposition)
- Erdenebajar, Enchboldyn (* 1988), mongolischer Badmintonspieler
- Erdenebat, Dschargaltulgyn (* 1973), mongolischer Politiker, Premierminister (seit 2016)
- Erdener, Muhlis (1894–1962), türkischer Politiker
- Erdener, Uğur (* 1950), türkischer Mediziner und Sportfunktionär
- Erdeniz, Bahar (* 1950), türkische Schauspielerin und Model
- Erdenko, Leonsia (* 1972), russische Sängerin und Schauspielerin
- Erdenko, Michail Gawrilowitsch (1885–1940), russisch-sowjetischer Geiger, Komponist und Hochschullehrer
- Erdet, Wenxiu (1909–1953), chinesische Nebenfrau des letzten Kaisers von ChinaErdet Wenxiu (1909–1953)

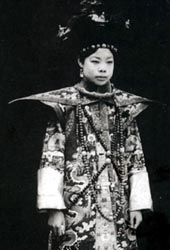
Erdet Wenxiu (1909–1953)

- Erdey, László (1910–1970), ungarischer Chemiker
- Erdey-Grúz, Tibor (1902–1976), ungarischer Physikochemiker und Politiker

### Erdf
- Erdfelder, Edgar (* 1953), deutscher Psychologe und Hochschullehrer

### Erdh
- Erdheim, Claudia (* 1945), österreichische Schriftstellerin
- Erdheim, Jakob (1874–1937), österreichischer Pathologe
- Erdheim, Mario (* 1940), Schweizer Ethnologe und Psychoanalytiker

### Erdi
- Erdil, İlhami (1938–2023), türkischer Admiral
- Erdil, Lena (* 1989), deutsch-türkische Windsurferin
- Erdiler, Nihan (* 1992), türkische Biathletin
- Erdim, Ümit (* 1985), türkischer Schauspieler
- Erdimi, Timane, Rebellenführer im Tschad
- Erdinç, Ahmet (* 1965), türkischer Fußballspieler und -trainer
- Erdinç, Mevlüt (* 1987), türkisch-französischer FußballspielerMevlüt Erdinç (* 1987)

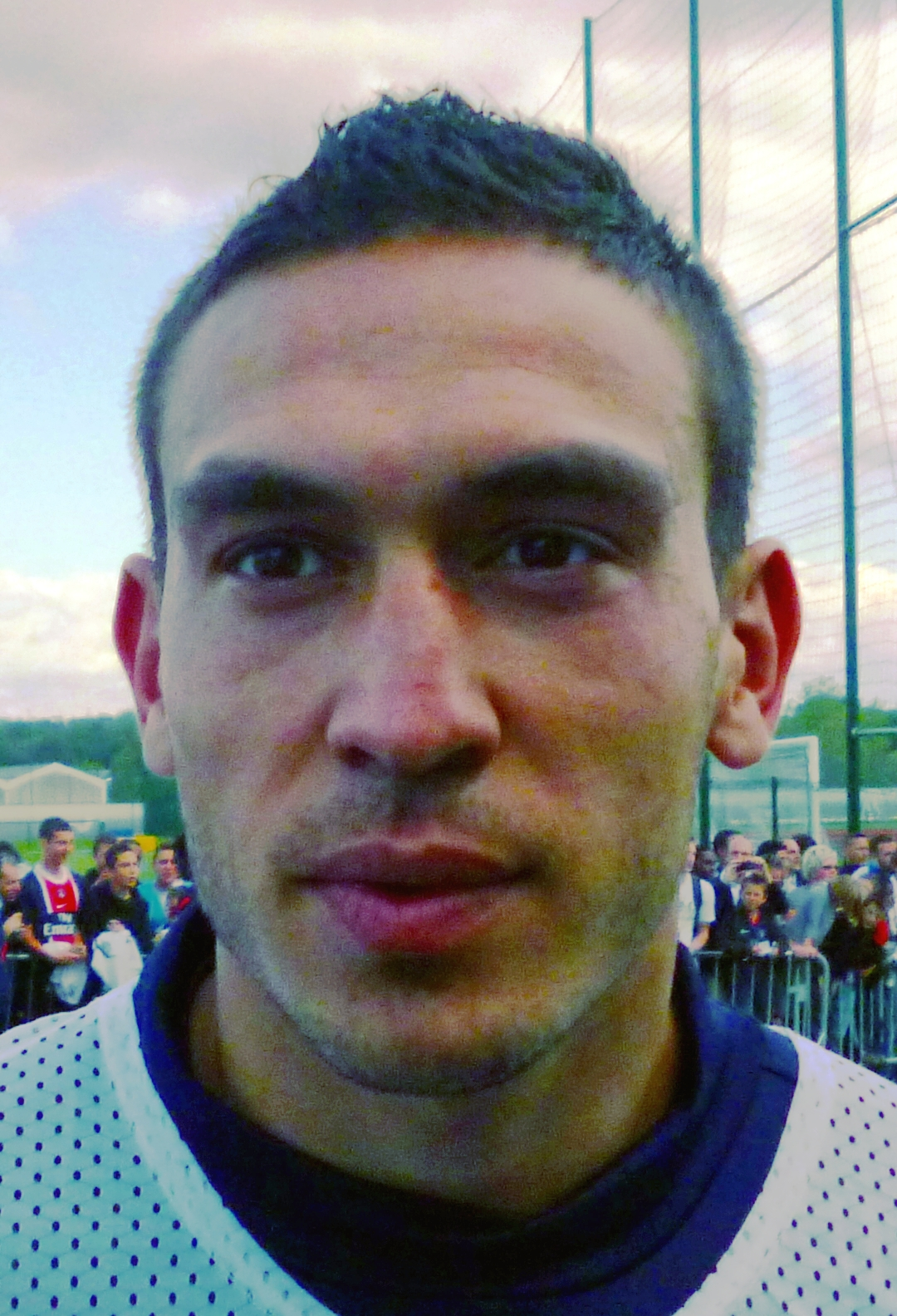
Mevlüt Erdinç (* 1987)

- Erdinger, Anton (1829–1917), österreichischer Theologe
- Erdington, Giles of, englischer Ritter und Richter
- Erdis, Here (1872–1929), deutsche Dichterin

### Erdl
- Erdl, Franz (1911–1968), österreichischer Fußballspieler
- Erdl, Michael Pius (1815–1848), deutscher Anatom und Physiologe
- Erdland, Alexander (* 1951), deutscher Bankier
- Erdle, Anno (1924–1984), deutscher Maler, Zeichner und Bühnenbildner
- Erdle, Artur (1889–1961), deutscher Maler, Zeichner und Grafiker
- Erdle, Helmut (1906–1991), deutscher Stadtplaner und Architekt
- Erdlen, Hermann (1893–1972), deutscher Komponist
- Erdlen, Michael (* 1970), Schweizer Ruderer

### Erdm
- Erdman, Allan Ritschardowitsch (* 1933), sowjetischer Sportschütze
- Erdman, Constantine Jacob (1846–1911), US-amerikanischer Politiker
- Erdman, Jacob (1801–1867), US-amerikanischer Politiker
- Erdman, Jean (1916–2020), US-amerikanische Tänzerin, Choreographin und Tanzpädagogin
- Erdman, Nikolai Robertowitsch (1900–1970), sowjetischer Dramatiker und Textautor
- Erdman, Paul (1932–2007), US-amerikanischer Autor von Finanzthrillern
- Erdman, Richard (1925–2019), US-amerikanischer Schauspieler und Regisseur
- Erdmann August von Brandenburg-Bayreuth (1615–1651), deutscher Adliger, erbberechtigter Sohn des Bayreuther Markgrafen
- Erdmann II. von Promnitz (1683–1745), Freier Standesherr zu Pless, Herr von Sorau und Triebel, Geheimer Rat am kursächsischen Hof
- Erdmann, Alexander (* 1977), deutscher EishockeyspielerAlexander Erdmann (* 1977)
- Erdmann, Alma (* 1872), deutsche Malerin

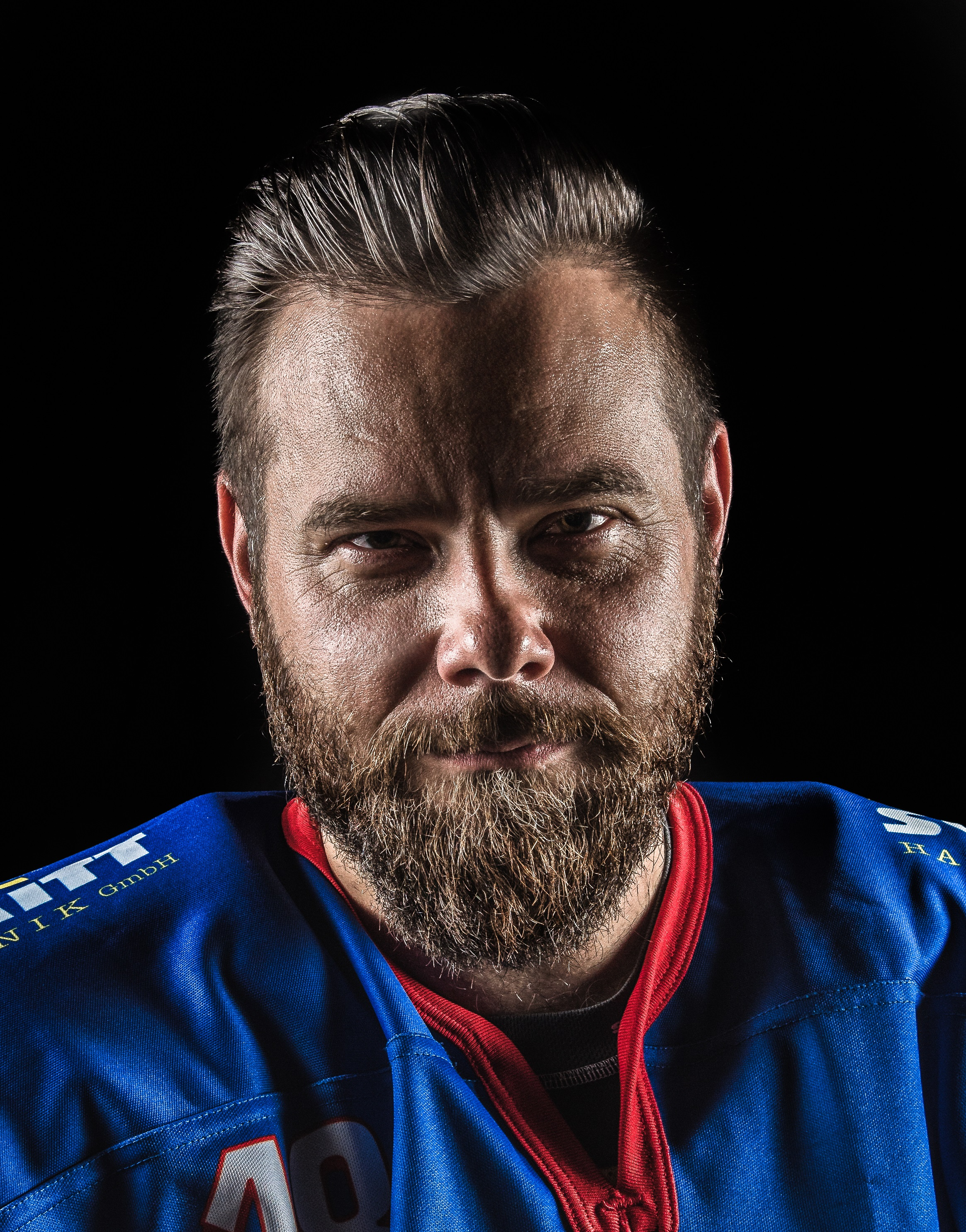
Alexander Erdmann (* 1977)

- Erdmann, Anatol (1952–2024), deutscher Grafiker und Bildhauer
- Erdmann, Andreas (* 1971), deutscher Dramatiker und Dramaturg
- Erdmann, Anke (* 1972), deutsche Politikerin (Bündnis 90/Die Grünen)
- Erdmann, August (1801–1883), deutscher lutherischer Pastor und Parlamentarier
- Erdmann, August (1862–1938), deutscher Autor und Politiker (SPD), MdR
- Erdmann, Axel (* 1950), deutscher Unternehmer und schwedischer Honorarkonsul
- Erdmann, Barbara (1929–2019), deutsche Künstlerin in den Bereichen Malerei und Textil
- Erdmann, Benno (1851–1921), deutscher Philosoph; Hochschullehrer in Berlin, Kiel, Breslau, Halle und Bonn
- Erdmann, Bernhard Arthur (1830–1908), deutscher Mediziner
- Erdmann, Birgit (* 1969), deutsche Übersetzerin
- Erdmann, Bruno (1915–2003), deutscher Maler
- Erdmann, Carl (1898–1945), deutscher Historiker und Mediävist
- Erdmann, Carsten (* 1966), deutscher Journalist
- Erdmann, Christian (* 1975), deutscher SchauspielerChristian Erdmann (* 1975)

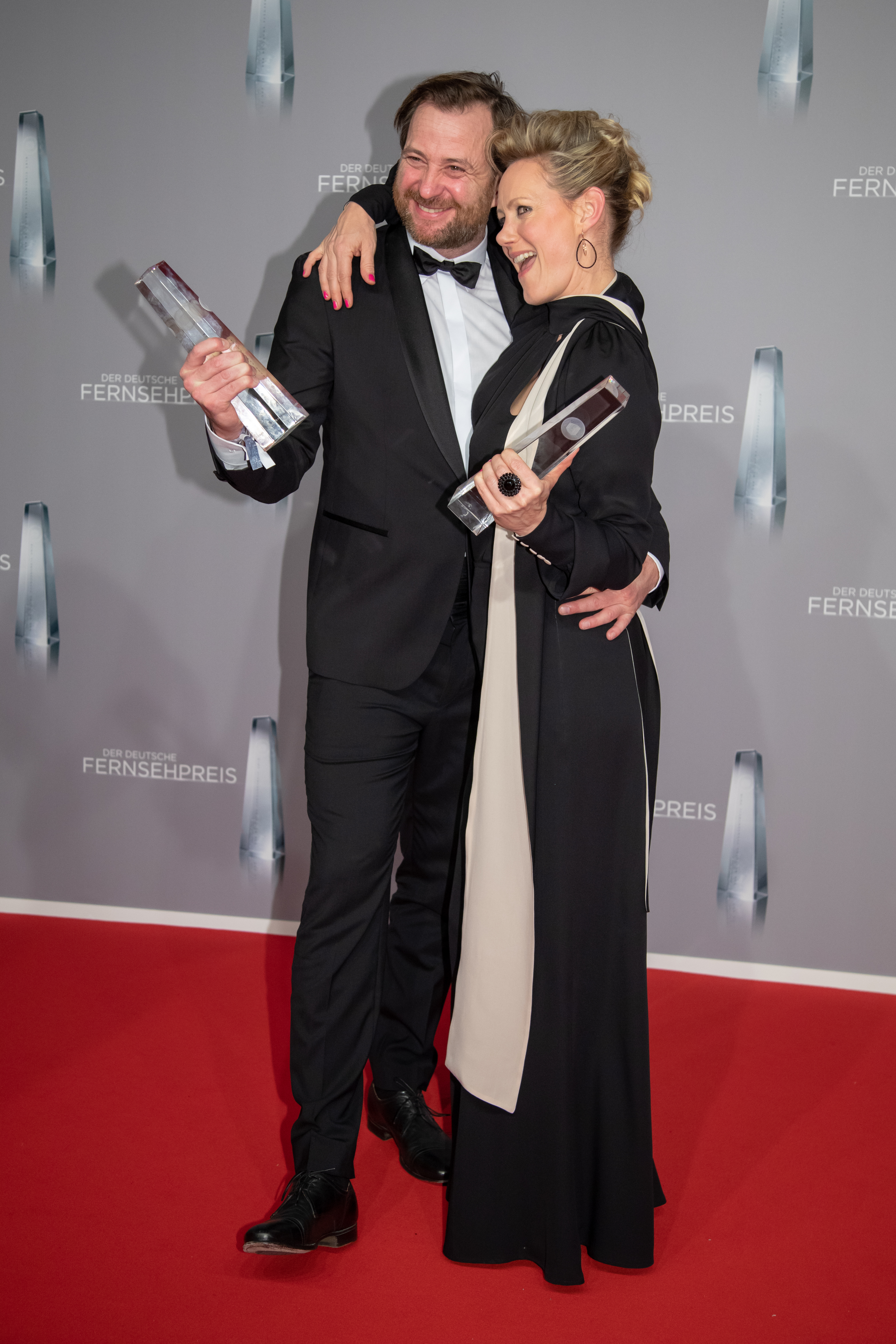
Christian Erdmann (* 1975)

- Erdmann, Christiane (* 1950), deutsche Bildhauerin
- Erdmann, Daniel (* 1973), deutscher Jazzsaxophonist und -flötist
- Erdmann, Daniella (* 1970), deutsche Schauspielerin
- Erdmann, David (1821–1905), deutscher evangelischer Theologe und Kirchenhistoriker
- Erdmann, Dennis (* 1990), deutscher Fußballspieler
- Erdmann, Dietrich (1917–2009), deutscher Komponist und Hochschullehrer
- Erdmann, Eduard (1896–1958), deutsch-lettischer Pianist und Komponist
- Erdmann, Elisabeth (* 1942), deutsche Geschichtsdidaktikerin und Althistorikerin
- Erdmann, Elisabeth von (* 1956), deutsche Slawistin
- Erdmann, Elvira (1903–1976), deutsche Bühnen- und Filmschauspielerin
- Erdmann, Erland (* 1944), deutscher Kardiologe
- Erdmann, Ernst (1857–1925), deutscher Chemiker
- Erdmann, Erwin (* 1942), deutscher Fußballspieler
- Erdmann, Felix (* 1978), deutscher Ruderer
- Erdmann, Fiona (* 1988), deutsches Fotomodell, Moderatorin und SchauspielerinFiona Erdmann (* 1988)

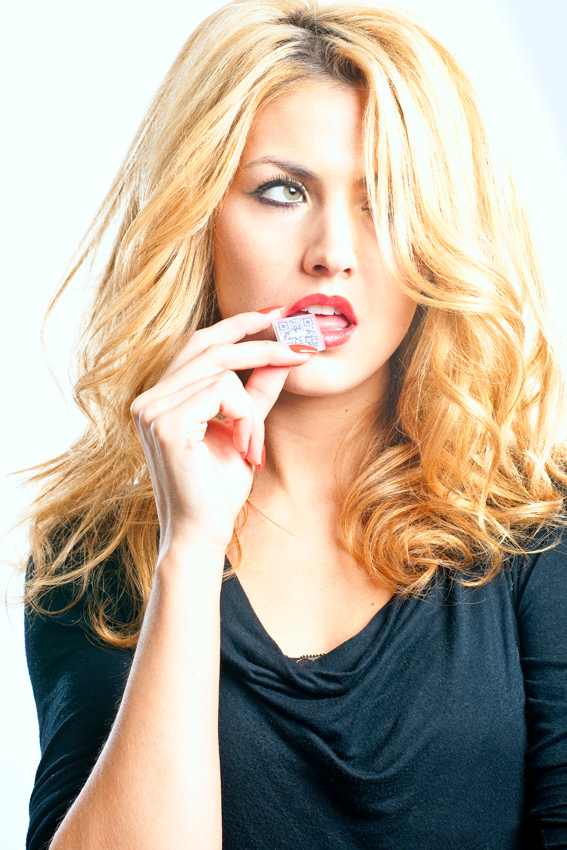
Fiona Erdmann (* 1988)

- Erdmann, Franz (* 1939), deutscher Generalmajor (NVA)
- Erdmann, Franz von (1793–1862), deutscher Orientalist
- Erdmann, Friedrich (1859–1943), deutscher Forstmann
- Erdmann, Georg (* 1682), Diplomat in russischen Diensten, Mitschüler Bachs
- Erdmann, Georg (1860–1943), deutscher Sanitätsoffizier, zuletzt Marine-Obergeneralarzt der Kaiserlichen Marine
- Erdmann, Georg (1875–1966), norwegischer Sportschütze und Fechter
- Erdmann, Gerhard (1896–1974), deutscher Jurist und Verbandsfunktionär
- Erdmann, Günter (* 1921), deutscher Kommunalpolitiker
- Erdmann, Günther (1907–1980), deutscher Jurist und Diplomat
- Erdmann, Gunther (1939–1996), deutscher Komponist
- Erdmann, Gustav (1847–1907), deutscher Schauspieler
- Erdmann, Gustav (1853–1923), deutscher Architekt
- Erdmann, Hans (1882–1942), deutscher Filmmusik-Komponist und Musikpublizist
- Erdmann, Hans (1895–1991), deutscher Generalmajor der Luftwaffe im Zweiten Weltkrieg
- Erdmann, Hans (1911–1986), deutscher Pädagoge, Musikwissenschaftler und Philologe
- Erdmann, Hans Otto (1896–1944), Widerstandskämpfer
- Erdmann, Heinrich (1908–1992), deutscher Marineoffizier
- Erdmann, Helmut W. (* 1947), deutscher Komponist
- Erdmann, Henri (1878–1937), deutscher Politiker (SPD)
- Erdmann, Herbert (1926–1996), deutscher Schriftsteller von Science-Fiction, Sachliteratur und Jugendliteratur
- Erdmann, Horst (* 1919), deutscher HJ-Funktionär Leiter des Untersuchungsausschusses Freiheitlicher Juristen und Verleger
- Erdmann, Hugo (1862–1910), deutscher Chemiker und Hochschullehrer
- Erdmann, Iris (* 1943), deutsche Schauspielerin bei Bühne, Film und Fernsehen
- Erdmann, Jackson (* 1997), US-amerikanischer Footballspieler
- Erdmann, Jeanette (1965–2023), deutsche Biologin und Hochschullehrerin
- Erdmann, Johann Christoph (1733–1812), deutscher evangelisch-lutherischer Theologe und Kirchenhistoriker
- Erdmann, Johann Eduard (1805–1892), deutscher Philosoph
- Erdmann, Johann Friedrich (1778–1846), deutscher Mediziner
- Erdmann, Johann Wiegand Christian (1764–1842), deutscher Verwaltungsjurist und Großherzoglich-Oldenburgischer Hofrat
- Erdmann, Jonathan (* 1988), deutscher BeachvolleyballspielerJonathan Erdmann (* 1988)

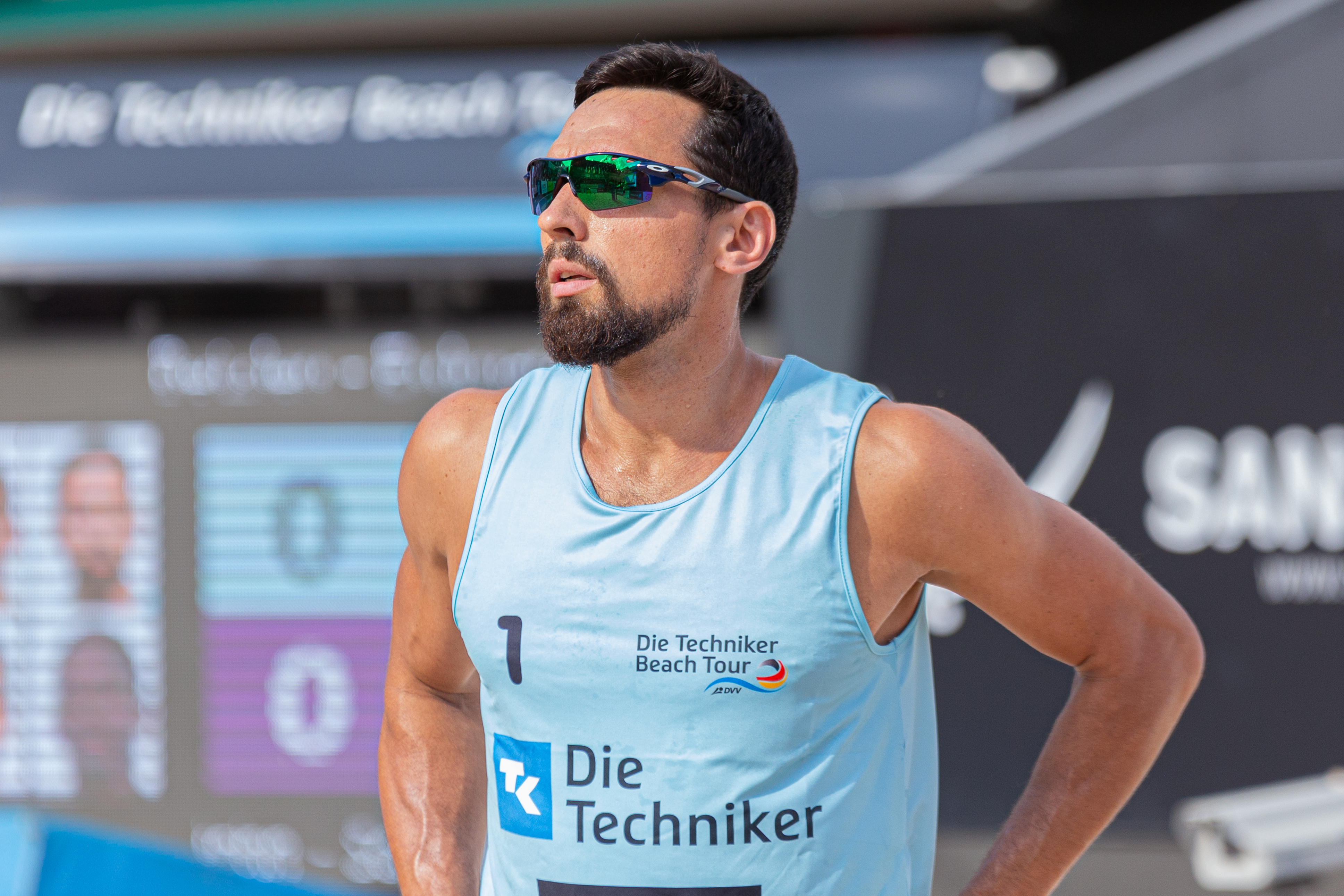
Jonathan Erdmann (* 1988)

- Erdmann, Jürgen (* 1937), deutscher Bibliothekar
- Erdmann, Kaleb (* 1991), deutscher Schriftsteller
- Erdmann, Karin (* 1948), deutsche Mathematikerin
- Erdmann, Karl, deutscher Straßenradrennfahrer und Hochradfahrer
- Erdmann, Karl Dietrich (1910–1990), deutscher Historiker
- Erdmann, Karl Eduard (1841–1898), deutsch-baltischer Rechtswissenschaftler und Hochschullehrer
- Erdmann, Karl Gottfried (1774–1835), deutscher Mediziner und Botaniker
- Erdmann, Karl-Heinz (* 1956), deutscher Geograph und Hochschullehrer
- Erdmann, Kolja (* 1981), deutscher Komponist
- Erdmann, Kurt (1888–1966), deutscher Generalmajor im Zweiten Weltkrieg
- Erdmann, Kurt (1901–1964), deutscher Kunsthistoriker
- Erdmann, Kurt (1903–1969), deutscher Polizeibeamter und Leiter der Politischen Abteilung des KZ Sachsenhausen
- Erdmann, Kurt (* 1934), deutscher Radballsportler
- Erdmann, Lothar (1888–1939), deutscher Journalist
- Erdmann, Ludwig (* 1820), deutscher Maler
- Erdmann, Lutz (* 1934), deutscher Schauspieler
- Erdmann, Manfred (1939–2017), deutscher Synchronsprecher und SchauspielerManfred Erdmann (1939–2017)

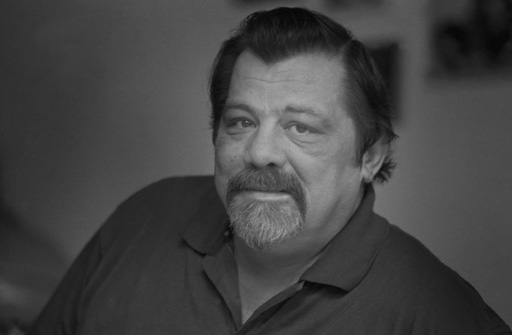
Manfred Erdmann (1939–2017)

- Erdmann, Marina (* 1958), deutsche Schauspielerin und Schauspiellehrerin
- Erdmann, Mark V. (* 1968), US-amerikanischer Ichthyologe und Korallenriffökologe
- Erdmann, Markus (* 1969), deutscher Fußballspieler
- Erdmann, Martin (1896–1977), deutscher lutherischer Theologe
- Erdmann, Martin (* 1955), deutscher Diplomat
- Erdmann, Martin (* 1962), deutscher Theologe und Publizist
- Erdmann, Michael, deutscher Synchronregisseur, Synchronautor, Sprecher und Regisseur
- Erdmann, Mojca (* 1975), deutsche Opern-, Konzert- und Liedsängerin (Sopran)
- Erdmann, Moritz (1845–1919), deutscher Maler der Münchener Schule
- Erdmann, Oskar (1846–1895), deutscher Germanist
- Erdmann, Otto (1834–1905), deutscher Genremaler
- Erdmann, Otto (1898–1965), deutscher Filmarchitekt
- Erdmann, Otto Linné (1804–1869), deutscher Chemiker
- Erdmann, Paul (* 1876), deutscher Augenarzt und Hochschullehrer
- Erdmann, Peter (* 1941), deutscher Linguist
- Erdmann, Rainer (* 1942), deutscher Numismatiker und Heimatforscher
- Erdmann, Rainer (* 1946), deutscher Radrennfahrer, nationaler Meister im Radsport
- Erdmann, Rhoda (1870–1935), deutsche Biologin
- Erdmann, Richard (* 1948), deutscher Politiker (SPD)
- Erdmann, Siegfried F. (1916–2002), deutscher Luftfahrtingenieur
- Erdmann, Stefan (* 1966), deutscher Autor
- Erdmann, Stefan (* 1975), deutscher Tanzsportler
- Erdmann, Susi (* 1968), deutsche Rennrodlerin und BobpilotinSusi Erdmann (* 1968)

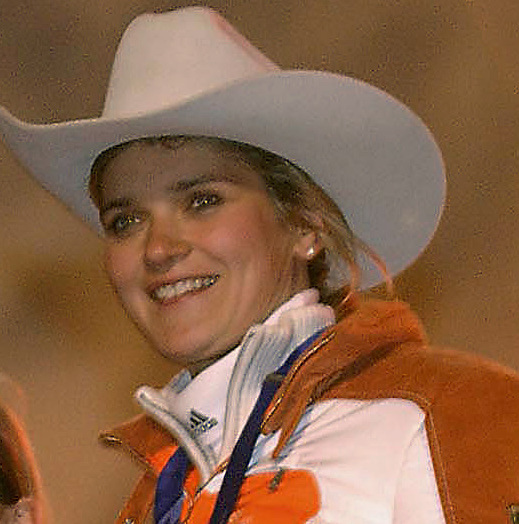
Susi Erdmann (* 1968)

- Erdmann, Theodor (1795–1893), deutscher Verwaltungsjurist und Regierungspräsident von Oldenburg
- Erdmann, Ulf (* 1957), deutscher Musiker
- Erdmann, Volker (1941–2015), deutscher Hochschullehrer, Professor für Biochemie
- Erdmann, Walter (1882–1955), deutscher Rechtswissenschaftler
- Erdmann, Walter (1898–1949), deutscher Politiker (NSDAP)
- Erdmann, Werner (1926–1983), deutscher Fußballspieler
- Erdmann, Wilfried (1940–2023), deutscher Einhandsegler
- Erdmann, Willi (* 1937), deutscher Jurist, Richter am Bundesgerichtshof (1980–2002)
- Erdmann, Wolfgang (1898–1946), deutscher Generalleutnant der Luftwaffe im Zweiten Weltkrieg
- Erdmann, Wolfgang (1945–2003), deutscher Kunsthistoriker und Sachbuchautor
- Erdmann-Macke, Elisabeth (1888–1978), deutsche Schriftstellerin, Ehefrau von August Macke und Lothar ErdmannElisabeth Erdmann-Macke (1888–1978)

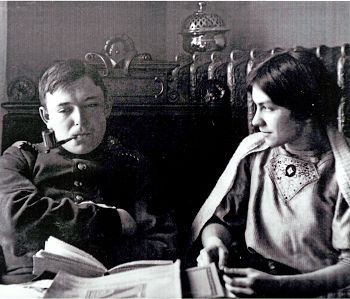
Elisabeth Erdmann-Macke (1888–1978)

- Erdmannsdorf, Alexander Ferdinand von (1774–1845), deutscher Forstbeamter und Rittergutsbesitzer
- Erdmannsdorf, Heinrich Ludwig von (1776–1853), deutscher Forstbeamter und Politiker, MdL (Königreich Sachsen)
- Erdmannsdorf, Heinrich Otto von (1815–1888), deutscher Rittergutsbesitzer und Politiker, MdL (Königreich Sachsen)
- Erdmannsdörfer, Max von (1848–1905), deutscher Dirigent und Komponist
- Erdmannsdorff, Friedrich von (1772–1827), preußischer Verwaltungsjurist und Regierungspräsident
- Erdmannsdorff, Friedrich Wilhelm von (1736–1800), deutscher Architekt und Architekturtheoretiker
- Erdmannsdorff, Gottfried von (1893–1946), deutscher Generalmajor im Zweiten Weltkrieg
- Erdmannsdorff, Otto von (1888–1978), deutscher Jurist, Beamter im Außenministerium, Botschafter in Ungarn
- Erdmannsdorff, Werner von (1891–1945), deutscher General der Infanterie der Wehrmacht im Zweiten Weltkrieg
- Erdmannsdörffer, Adolph († 1845), deutscher Burschenschafter
- Erdmannsdörffer, Bernhard (1833–1901), deutscher Historiker
- Erdmannsdorffer, Friedrich (1880–1962), deutscher Arbeiterdichter
- Erdmannsdörffer, Otto (1876–1955), deutscher Geologe und Mineraloge
- Erdmenger, Christoph (* 1970), deutscher Umweltwissenschaftler und Politiker (Bündnis 90/Die Grünen)
- Erdmenger, Hans (1903–1943), deutscher Marineoffizier und Kommandant zweier Zerstörer im Zweiten Weltkrieg
- Erdmenger, Johanna (* 1969), deutsche Physikerin
- Erdmenger, Rudolf (1911–1991), deutscher Maschinenbauingenieur und Verfahrenstechniker
- Erdmuth Dorothea von Sachsen-Zeitz (1661–1720), Ehefrau von Herzog Christian II. von Sachsen-Merseburg
- Erdmuthe Sophie von Sachsen (1644–1670), Markgräfin von Brandenburg-Bayreuth
- Erdmuthe von Brandenburg (1561–1623), Herzogin von Pommern-Stettin

### Erdn
- Erdnase, S. W., US-amerikanischer Autor

### Erdo
- Erdő, Péter (* 1952), ungarischer Geistlicher, Kardinal und Erzbischof von BudapestPéter Erdő (* 1952)

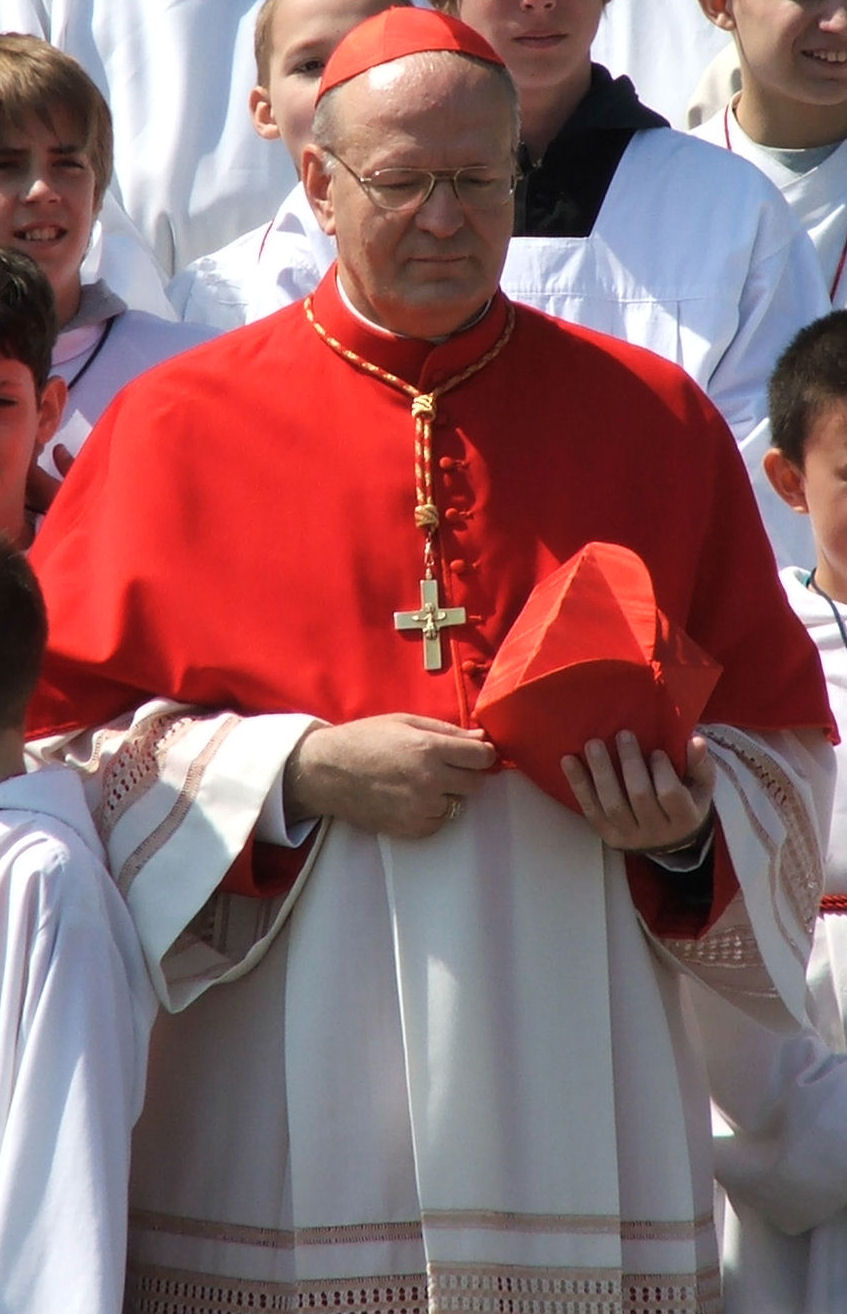
Péter Erdő (* 1952)

- Erdődy, Imre (1889–1973), ungarischer Turner
- Erdődy, János (1794–1879), ungarischer Politiker und Gouverneur von Fiume
- Erdody, Leo (1888–1949), US-amerikanischer Filmkomponist, Liedtexter, Autor, Dirigent und Violinist
- Erdődy, Marie von (1778–1837), ungarische Adlige
- Erdődy, Peter II. (1504–1567), ungarischer Adliger, Ban von Kroatien
- Erdődy, Tamás (1558–1624), ungarisch-kroatischer Adliger
- Erdoes, Richard (1912–2008), ungarisch-österreichisch-amerikanischer Publizist und Bürgerrechtler
- Erdoğan, Aslı (* 1967), türkische Physikerin, Journalistin und Schriftstellerin
- Erdoğan, Bilal (* 1981), türkischer Unternehmer
- Erdoğan, Bünyamin (1989–2010), deutsch-türkischer Islamist
- Erdoğan, Doğan (* 1996), türkischer Fußballspieler
- Erdoğan, Emine (* 1955), türkische Ehefrau des Ministerpräsidenten Recep Tayyip ErdoğanEmine Erdoğan (* 1955)

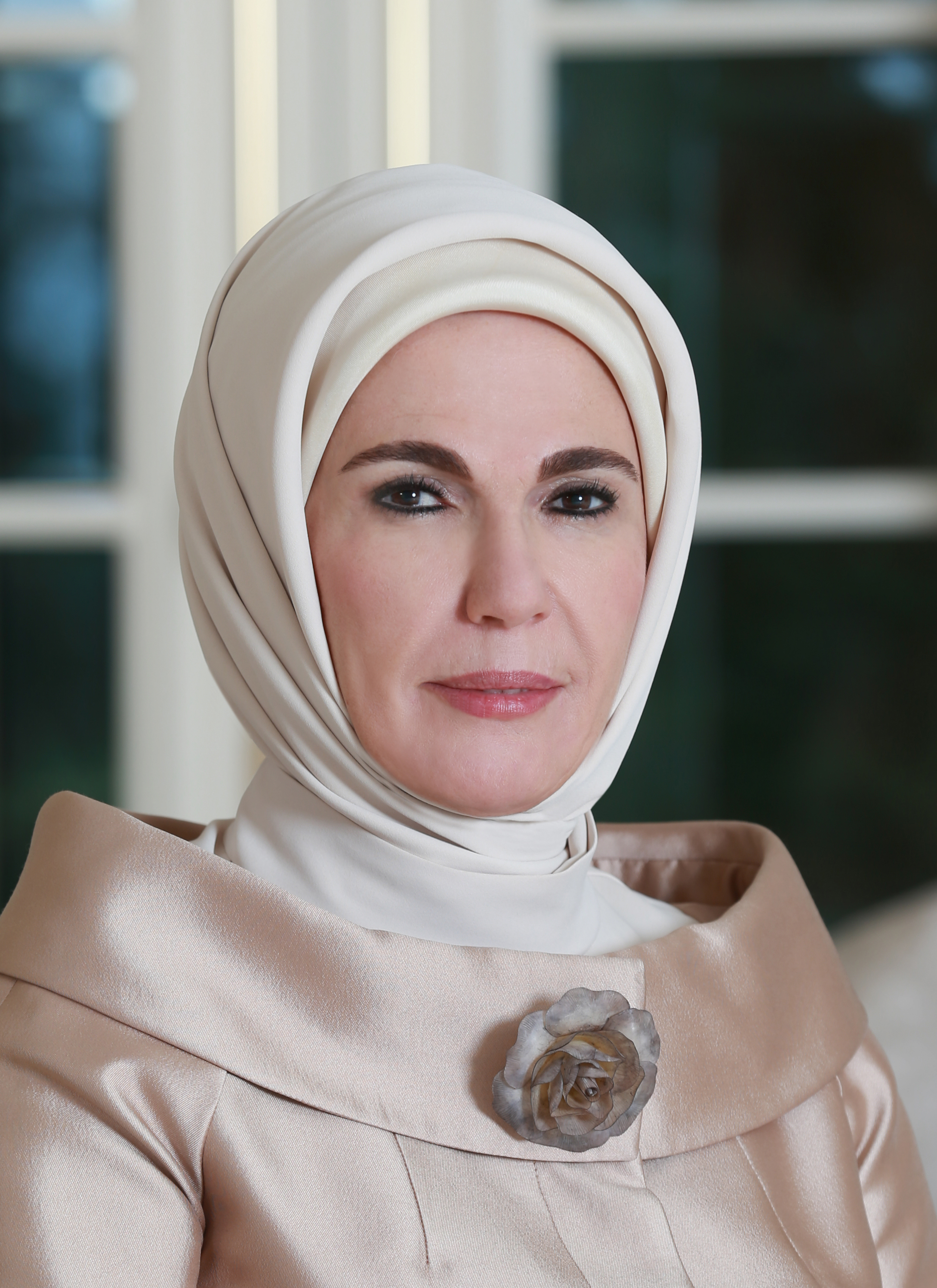
Emine Erdoğan (* 1955)

- Erdoğan, Emrah (* 1988), deutscher Terrorist, Mitglied der terroristischen Vereinigungen „al-Qaida“ und „al-Shabaab“
- Erdogan, Erhan (* 1980), deutscher Schauspieler und Drehbuchautor
- Erdogan, Gizem (* 1987), schwedische Schauspielerin
- Erdoğan, Gökhan (* 1991), türkischer Fußballspieler
- Erdoğan, Haydar (* 1959), türkischer Fußballtorwart
- Erdoğan, Kayacan (* 1988), türkischer Fußballtorhüter
- Erdoğan, Kazım (* 1953), türkischer Psychologe und Soziologe
- Erdoğan, Mert (* 1989), türkischer Fußballspieler
- Erdoğan, Meryem (* 1990), türkische Langstreckenläuferin äthiopischer Herkunft
- Erdoğan, Murat (* 1976), englisch-türkischer Fußballspieler
- Erdoğan, Nehir (* 1980), türkische Schauspielerin
- Erdoğan, Okan (* 1998), deutscher Fußballspieler
- Erdoğan, Ömer (* 1977), türkischer Fußballspieler
- Erdoğan, Özdemir (* 1940), türkischer Jazz- und Unterhaltungsmusiker (Gesang, Gitarre, Songwriting)
- Erdoğan, Recep Tayyip (* 1954), türkischer Politiker, Staatspräsident der TürkeiRecep Tayyip Erdoğan (* 1954)

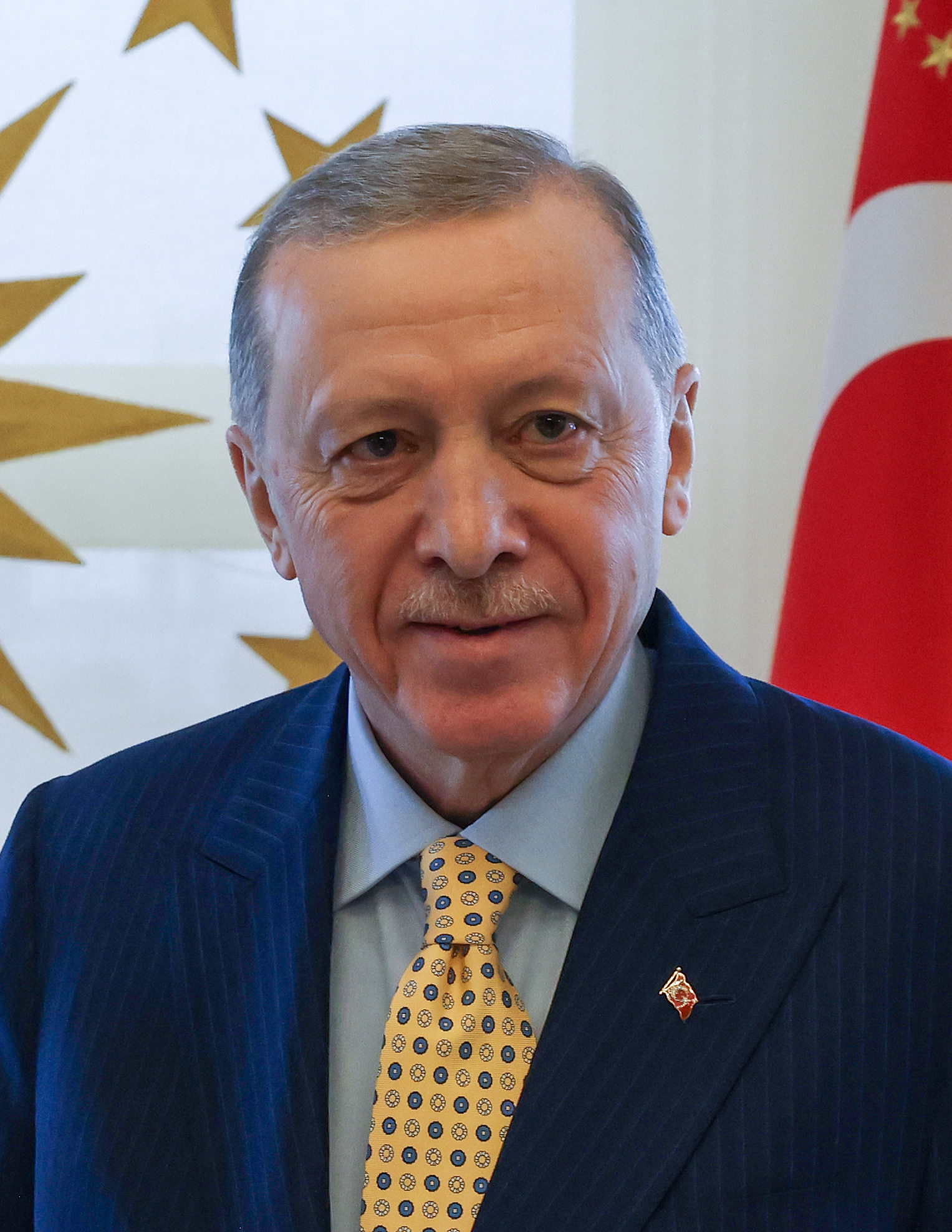
Recep Tayyip Erdoğan (* 1954)

- Erdogan, Rüstü (* 2006), österreichischer Fußballspieler
- Erdoğan, Şamil (* 1990), russischer Ringer
- Erdoğan, Şaziye (* 1992), türkische Gewichtheberin
- Erdoğan, Sümeyye (* 1985), türkische Ökonomin und Tochter des türkischen Staatspräsidenten
- Erdoğan, Umut (* 1982), deutsch-türkischer Fußballspieler
- Erdoğan, Yiğitcan (* 1984), türkischer Fußballspieler
- Erdoğan, Yılmaz (* 1967), kurdischer Dichter, Regisseur, Theater- und Filmschauspieler und Künstler
- Erdoğan, Yusuf (* 1992), türkischer Fußballspieler
- Erdoğan-Sus, Can (* 1979), türkische Komponistin und Pianistin
- Erdoğdu, Mahmut Hanefi (* 1983), türkischer Fußballspieler
- Erdoğdu, Mert (* 1979), türkischer Schachspieler
- Erdoğmuş, Yağız Kaan (* 2011), türkischer Schachspieler
- Erdönmez, Nilay (* 1986), türkische Schauspielerin
- Erdorf, Rolf (* 1956), deutscher Übersetzer aus dem Niederländischen
- Erdös, Erich (1914–2000), österreichischer Eiskunstläufer
- Erdős, Éva (* 1964), ungarische Handballspielerin
- Erdős, László (* 1966), ungarischer mathematischer Physiker
- Erdős, Norbert (* 1972), ungarischer Politiker
- Erdős, Paul (1913–1996), ungarisch-österreichischer MathematikerPaul Erdős (1913–1996)

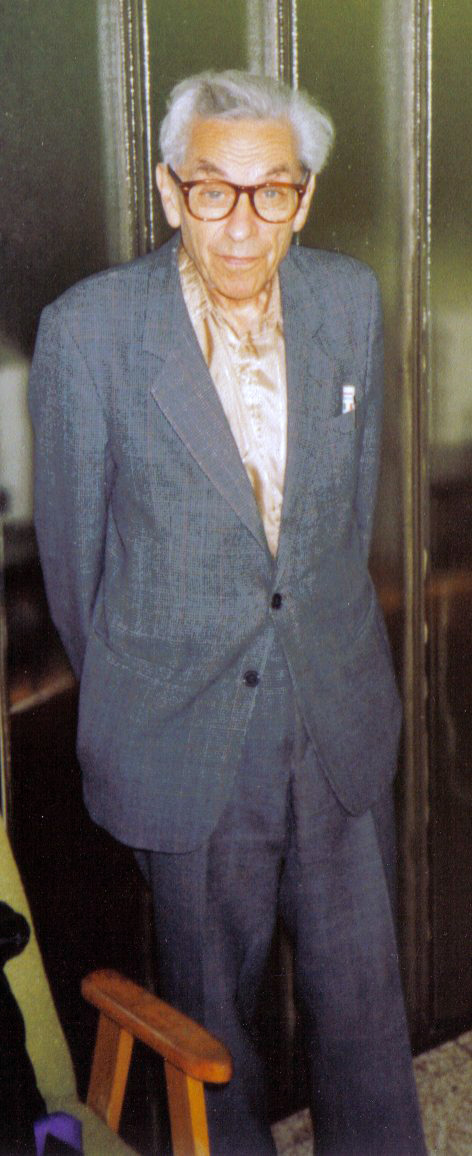
Paul Erdős (1913–1996)

- Erdös, Rudolf (1876–1935), österreichischer Architekt
- Erdős, Sándor (* 1947), ungarischer Degenfechter
- Erdos, Thomas (* 1963), brasilianischer Rennfahrer
- Erdős, Viktor (* 1987), ungarischer Schachspieler
- Erdost, İlhan (1944–1980), türkischer Verleger; Redakteur des Verlags Sol
- Erdost, Muzaffer İlhan (1932–2020), türkischer Schriftsteller, Verleger und Publizist
- Erdösy, Eugenie (1860–1886), ungarische Theaterschauspielerin und Opern- und Operettensängerin (Sopran)

### Erdr
- Erdreich, Ben (* 1938), US-amerikanischer Rechtsanwalt und Politiker
- Erdrich, Louise (* 1954), indianisch-amerikanische SchriftstellerinLouise Erdrich (* 1954)

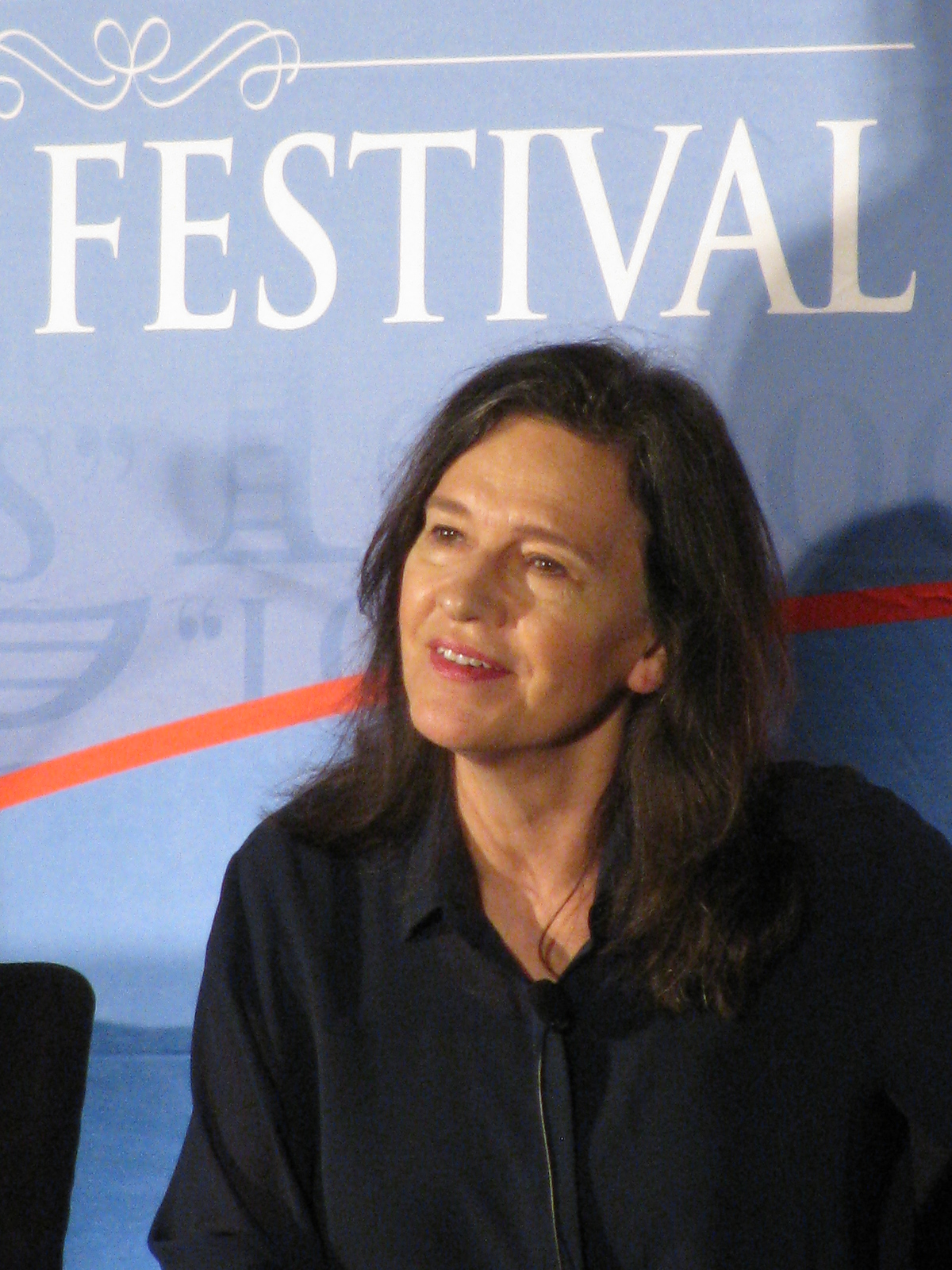
Louise Erdrich (* 1954)

- Erdrich, Sina (* 1997), deutsche Politikerin und Weinkönigin
- Erdrich-Sommer, Marianne (* 1952), deutsche Politikerin (Bündnis 90/Die Grünen), MdL

### Erds
- Erdsiek-Rave, Ute (* 1947), deutsche Politikerin (SPD), MdL, Landesministerin in Schleswig-Holstein

### Erdt
- Erdt, Christian (* 1987), deutscher Schauspieler
- Erdt, Hans Rudi (1883–1925), deutscher Gebrauchsgrafiker
- Erdt, Ruth (* 1965), Schweizer Fotokünstlerin
- Erdt, Su (* 1973), Schweizer Szenenbildnerin
- Erdtelt, Alois (1851–1911), deutscher Porträtmaler und Kunstpädagoge
- Erdtman, Elias (1862–1945), schwedischer Landschaftsmaler
- Erdtman, Gunnar (1897–1973), schwedischer Paläontologe und Botaniker
- Erdtman, Holger (1902–1989), schwedischer Chemiker
- Erdtmann, Petra (* 1967), deutsche Querflötistin und Musikpädagogin

### Erdu
- Erduman-Çalış, Deniz (* 1970), deutsche Kunsthistorikerin
- Erduran, Ayla (1934–2025), türkische Violinistin
- Erduran, Refik (1928–2017), türkischer Autor und Journalist